# Bregne
Bregner (Polypodiopsida) er en klasse af planter, som består af omkring 20.000 arter. En bregne er en karplante, som formerer sig ved hjælp af sporer. Sporerne dannes på overfladen af bregnebladene – normalt på undersiden. Bregner kan være meget forskellige, men mange består af små eller store fint fjersnitdelte blade der udgår fra samme punkt (en rod eller et vækstpunkt på en rodstok).
- Aktuel klassificering: Klasse: Bregner (Polypodiopsida, tidligere Filicopsida, Pteropsida)[1]
- Ældre klassificering: Klasse: Filicatae

| Ordener |

- Cyatheales

- Engelsød-ordenen (Polypodiales) (12.000 arter – her er de fleste bregnearter placeret)
- Gleicheniales
- Hindebregne-ordenen (Hymenophyllales)
- Kongebregne-ordenen (Osmundales)
- Salvinia-ordenen (Salviniales)
- Schizaeales

Flere familier under Engelsød-ordenen var tidligere placeret i separate ordner:
- Radeløv-ordenen (Aspleniales)
- Mangeløv-ordenen (Dryopteriales)
- Ørnebregne-ordenen (Dennstaedtiales)
- Træbregne-ordenen (Cyatheales)
- Kongebregne-ordenen (Osmundales)

Pilledrager-familien var tidligere placeret i en separat orden, Pilledrager-ordenen (Marsileales), men er nu placeret under Salvinia-ordenen (Salviniales).

## Vækst og udbredelse
De fleste bregner kræver et miljø hvor der er en del fugtighed i jorden, i hvert fald en stor del af året: Nogle bregner lever i vand, men de fleste hører til på/i fugtige eller let fugtige skove og enge. Bregner vokser gerne i forbindelse med delvist omsat organisk materiale, f.eks. halvrådne træstammer. I troperne ses bregner ofte voksende på træer, ofte epifytisk mens andre vokser på døde eller delvis døde træstammer – bregner der vokser på træstubbe ses også i Danmark, men her er der ikke tale om epifytisk vækst. En enkelt epifytisk bregne, Almindelig Engelsød, forekommer i Danmark.
Bregner findes på alle kontinenter, dog formentlig undtagen Antarktis. Bregner findes også i alle klimazoner, men ses ikke i ørken-egne eller i andre områder med for lidt fugtighed. Trods behovet for fugtighed forekommer bregner også i miljøer der forekommer tørre (aride), men i så fald er der som regel en skjult kilde til fugtighed, f.eks. i jorden eller perioder i døgnet med høj luftfugtighed der falder som dug.
Langt de fleste bregner er urteagtige, men der findes træagtige bregner.
Flere bregner er almindelige i Danmark, typisk i skoven, bl.a. Ørnebregne, Almindelig Engelsød, Almindelig Mangeløv m.fl.

## Anvendelse
Bregner dyrkes normalt ikke som afgrøder, men en hel del bregner bruges som prydplanter. Bregner indgår ofte i en fintfølende balance med sine omgivelser, og mange arter af bregner er sjældne eller truede fordi deres miljø indskrænkes af menneskets aktiviteter. Der er dog også eksempler på bregner der optræder som agressivt ukrudt og bekæmpes. Enkelte bregner har spiselige skud.
Note
1. ↑  Klassifikationen følger Alan R. Smith, Kathleen M. Pryer, Eric Schuettpelz, Petra Korall, Harald Schneider og Paul G. Wolf: A classification for extant ferns, 2006 Arkiveret 26. februar 2008 hos  Wayback Machine (engelsk)